# مارتن ستانتون
مارتن ستانتون (بالإنجليزية: Martin Stanton)‏ هو كاتب بريطاني، ولد في 21 مارس 1950.